# Бојчинска шума
Бојчинска шума је мочварна шума под заштитом државе. Лежи између насеља Прогар (најближе), Бољеваца и Ашање, у општини Сурчин. Припада рејону Обедске баре. Налази се у равничарском пределу југоисточног Срема, на југозападној граници града Београда, 30 km од центра, између реке Саве и канала Јарчине. Шума служи као излетиште, са бројним садржајима. Од 1965. године је заштићен природни споменик, као и непокретно културно добро као знаменито место.

## Историја
За време Првог светског рата у шуми се налазило склониште за мештане и војнике. Краљ Александар користио је као ловиште (1934. године). За време Другог светског рата Бојчинска шума је била веома значајан политички, војни и економски центар. У њој је 1941. подигнут партизански устанак у Доњем Срему. У шуми се скривао и народ из околних села, бежећи од непријатеља – посебно Немаца и усташа. У више база под земљом, које су сачуване до данашњих дана, многи борци из централне Србије су све до краја рата, после преласка Саве и краћег задржавања ради опоравка и обуке, настављали пут према источној Босни, а затим се укључивали у жестоке битке против непријатеља.
До партизанских база, кроз средину шуме, води асфалтни пут. На раздаљини од 2 km од улаза у шуму, на месту где су се некад налазиле партизанске базе, у којима се скривала сремска војска по земуницама и катакомбама, налази се спомен-обележје постављено 1963. године. Место је помало запуштено и препуштено забораву. У продужетку, наредних 3 km, налазе се баре и блато, па је проходност отежана.
Због својих природних вредности, историјског значаја и очуваних објеката са споменичким својствима, Бојчинска шума је још 1965. године заштићена као меморијални природни споменик.

### Меморијална обележја народноослободилачке борбе[8]
На ивици Бојчинске шуме, са десне стране пута за Прогар, постављен је споменик у форми бетонског стуба на постољу од грубо тесаног камена правоугаоног облика. Са десне стране стуба уграђена је бела мермерна плоча са текстом: „У лето 1942. године у овој шуми вођена је прва борба у југоисточном Срему између партизана и усташа. 4. VII 1960. год. Савез бораца НОР-та“. 
Спомен-обележје од бетона у форми правоугаоника налази се у Бојчинској шуми, на 2 km од лугарске кућице, са десне стране пута за Ашању. Са лица је уграђена бела мермерна плоча са натписом: „Овај део шуме од лета 1942. год. до ослобођења служио је као стални бивак партизанских штабова и јединица а у исто време биле и зимнице партизанске базе и осматрачнице пограничне партизанске чете I сремског одреда. 4. VII 1963. год. Удружење бораца“. 

## Флора и фауна
Шума заузима површину од 629,51 хектара. На њеној територији посебно је заступљен храст лужњак, као фрагмент некада огромних старих низијско-мочварних шума. У шуми је укупно евидентирано 185 биљних врста, од којих 15 имају статус заштићених и строго заштићених врста. У шуми расте 165 врста гљива, од којих 15 врста ужива статус заштите, док се две врсте налазе на Црвеној листи гљива Европе. Осим храста, шума је богата је грабом и липом, заступљени су топола, дрен, зова и дивља ружа. У једном делу шуме расте сремуш, док је на пролеће има доста шумских јагода, у мочварним деловима има перунике, а веома је заступљена и коприва.
У шуми је евидентирано 108 врста птица односно 30% укупног броја врста птица забележених у Србији. Такође, ту су 10 врста водоземаца и гмизаваца, од чега чак 8 врста је заштићено законом. Од дивље животиње, које слободно лутају шумом, могу се видети зечеви и срндаћи. У шуми свињаре држе своје свиње, а могу се наћи и дивље свиње, које се хране жиревима. Ту живи и велики број инсеката, од којих су посебно запажени комарци, обади и стршљенови.
Подручје је и даље релативно очувано, поседује велике природне вредности, али му због близине урбане зоне прети даља деградација, због чега се налази под заштитом.

### Узгој домаћих животиња
На подручју Бојчинске шуме налази се и узгајалиште свиња мангулица, као и ергела коња доступних за јахање посетиоцима.

## Летња позорница
На почетку Бојчинске шуме 2010. године је изграђена летња позорница по пројекту архитекте Здравко Милинковића. Позорница је покривена дебелом трском, сценског пречника од 16 m. Уз позорницу су две свлачионице и наткривено амфитеатарско гледалиште за 1.000 посетилаца.
Непосредно иза позорнице, исте године је изграђена уметничка колонија, која се састоји од шест дрвених кућица на растојању од по двадесетак метара. Свака кућа има једну собу од 12 m² , купатило и терасу од 10 m², а простор је климатизован.
Поред позорнице се налази етно Ресторан „Бојчинска колеба“, угоститељски објекат сачињен од типичних сремачких кућа за свиње, покривених трском. Недалеко од ресторана смештени су и торови са мангулицама.

## Манифестације
- Мада су нове власти 2001. укинуле Дан борца и Дан устанка народа Србије,[13] у организацији Градског одбора СУБНОР-а Београда и општине Сурчин, у Бојчинској шуми, празници се и даље традиционално прослављају, 4. и 7. јула, као успомена на почетак антифашистичке борбе.[6] На улазу у Бојчинску шуму, поред пута за Прогар, налази се споменик првој борби између партизана и усташа у југоисточном Срему, лета 1942. године. Тај споменик је подигнут 1960.
- Бојчинско културно лето је културно-уметнички фестивал који се одржава од 2009. године[14], сваког викенда, и траје 5 месеци, од почетка маја до краја септембра.[2] Програм се састоји од поетских вечери, позоришних представа, музичких концерата, на којима се изводи народна музика, рок, поп, диксиленд, фадо, џез и класична музика). Изводе се и други облици сценске делатности. У организацији манифестације учествује и велики број волонтера. Улаз на Бојчинско културно лето, за сваки програм је бесплатан, док посетиоци могу да дају добровољни прилог.[4]
- Уметничке колоније[4]:
  - вајарска колонија се налази на отвореном простору, где уметници различитим технолошких поступцима обрађују традиционалне и нове материјале.
  - сликарска

## Рекреација
На располагању су трим стаза дужине 2 km са 16 препрека, вожња фијакером и јахање на липицанерима, коњичког клуба „Бојчин“.

## Превоз
До руба Бојчинске шуме се може стићи градским превозом, аутобусом 605, који креће из Бежаније са Ледина, пролази кроз Сурчин, Јаково и Бољевце пре него што стигне у Прогар. Истим путем се стиже и колима из правца Београда, или са ауто-пута E70 искључењем код аеродрома у Сурчину, из правца Купинова и Ашање или Бечмена и Петровчића, а из правца Обреновца се стиже Обреновачким мостом преко Саве. У летњој сезони, могуће је стићи и бродићем јавног превоза, који полази из Блока 45 и плови Савом до Прогара.

## Галерија слика
- Бојчинска шума 1
- Бојчинска шума 2
- Ресторан „Бојчинска колеба“, рађен по узору на сремачке куће за свиње
- Ресторански комплекс са аутентичним објектима
- Једна од многих пешачких стаза
- Бојчинска шума 3
- Бојчинска шума 4
- Бојчинска шума 5
- Бојчинска шума 6
- Бојчинска шума 7
- Бојчинска шума 8